# لوس آلامیتوس (کالیفرنیا)
لوس آلامیتوس (به انگلیسی: Los Alamitos) شهری در شهرستان اورنج، کالیفرنیا ایالت کالیفرنیا است که در سرشماری سال ۲۰۱۰ میلادی، ۱۱۴۴۹ نفر جمعیت داشته است.